# George Riashi
George Riashi BC (* 25. November 1933 in Kaa-el-Rim, Libanon; † 28. Oktober 2012) war Erzbischof der Melkitischen Griechisch-Katholischen Kirche von Tripolis im Libanon.

## Leben
Georg Riashi war eines von neun Kindern von Khattar und Zahia Riashi. Bis 1948 besuchte er die örtliche Schule und wechselte danach auf das St. John’s Seminar der Basilianer. Bis 1953 wurde er im Seminar der Basilianer unterrichtet und legte zwischenzeitlich ein zeitliches Ordensgelübde ab. Sein Ordensname war Athanasius, nach Athanasius dem Großen. 1956 legte er die ewigen Gelübde ab und begann 1958 sein Studium an der Jesuiten-Universität in Beirut. Von 1958 bis 1965 studierte er Philosophie, Theologie, Informatik und Mathematik. 1962 wurde er zum Subdiakon und 1963 zum Diakon geweiht. Mit der Priesterweihe am 4. April 1965 legte er den Namen Athanasius ab und führte den Namen George, er wurde Angehöriger der Basilianer vom hl. Johannes dem Täufer. Sein Französischstudium setzte er, nachdem er ein Stipendium erhalten hatte, an der Katholischen Universität Paris fort. Danach ging er zurück in den Libanon und unterrichtete für die nächsten fünf Jahre am St.-John-Seminar der Basilianer. Gleichzeitig widmete er sich der Arbeit in der Pfadfinderbewegung und wurde deren Generalkaplan für den gesamten Libanon. 
Am 1. Dezember 1971 wurde Riachi nach Detroit entsandt und unterstützte dort Archimandrit Agabios in seinem Amt. Er übernahm 1978 die Pfarrstelle in Detroit und wurde am 21. Juli 1981 von Patriarch Maximos V. Hakim zum Archimandriten ernannt.

### Bischofswürde
Papst Johannes Paul II. ernannte ihn am 21. April 1987 zum ersten Bischof der Eparchie Erzengel Sankt Michael in Sydney. Der Patriarch von Antiochien Erzbischof Maximos V. Hakim und die Mitkonsekratoren Erzbischof Joseph Elias Tawil von Newton und Erzbischof Jean Mansour SMSP, Weihbischof in Antiochien, spendeten ihm am 19. Juli 1987 die Bischofsweihe. 
Am 28. Juli 1995 wurde er durch Papst Johannes Paul II. zum Erzbischof von Tripolis im Libanon ernannt. In dieser Eigenschaft war er Teilnehmer an der Sonderversammlung der Bischofssynode über den Nahen Osten.
Am 3. März 2010 nahm Papst Benedikt XVI. seinen altersbedingten Rücktritt an.